# Grand Prix Stanów Zjednoczonych 2012

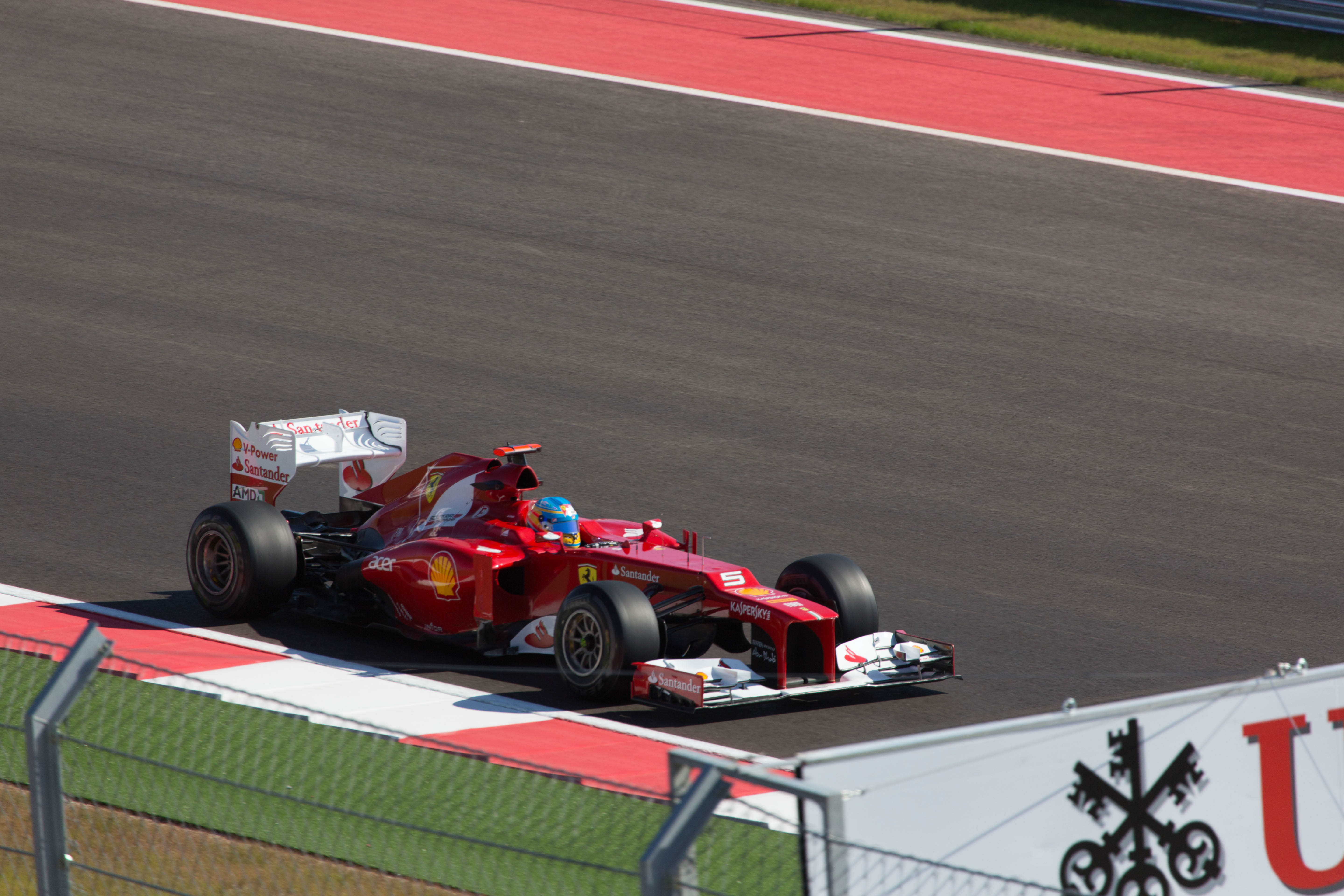
Fernando Alonso podczas Grand Prix Stanów Zjednoczonych 2012

Grand Prix Stanów Zjednoczonych 2012 (oficjalnie 2012 Formula 1 United States Grand Prix) – dziewiętnasta runda Mistrzostw Świata Formuły 1 w sezonie 2012.

## Lista startowa
Na niebieskim tle kierowcy biorący udział jedynie w piątkowych treningach
| Nr | Kierowca           | Zespół                        | Samochód          | Silnik               | Opony |
| -- | ------------------ | ----------------------------- | ----------------- | -------------------- | ----- |
| 1  | Sebastian Vettel   | Red Bull Racing               | Red Bull RB8      | Renault RS27-2012    | P     |
| 2  | Mark Webber        | Red Bull Racing               | Red Bull RB8      | Renault RS27-2012    | P     |
| 3  | Jenson Button      | Vodafone McLaren Mercedes     | McLaren MP4-27    | Mercedes-Benz FO108Y | P     |
| 4  | Lewis Hamilton     | Vodafone McLaren Mercedes     | McLaren MP4-27    | Mercedes-Benz FO108Y | P     |
| 5  | Fernando Alonso    | Scuderia Ferrari              | Ferrari F2012     | Ferrari 056          | P     |
| 6  | Felipe Massa       | Scuderia Ferrari              | Ferrari F2012     | Ferrari 056          | P     |
| 7  | Michael Schumacher | Mercedes AMG Petronas F1 Team | Mercedes F1 W03   | Mercedes-Benz FO108Y | P     |
| 8  | Nico Rosberg       | Mercedes AMG Petronas F1 Team | Mercedes F1 W03   | Mercedes-Benz FO108Y | P     |
| 9  | Kimi Räikkönen     | Lotus F1 Team                 | Lotus E20         | Renault RS27-2012    | P     |
| 10 | Romain Grosjean    | Lotus F1 Team                 | Lotus E20         | Renault RS27-2012    | P     |
| 11 | Paul di Resta      | Sahara Force India F1 Team    | Force India VJM05 | Mercedes-Benz FO108Y | P     |
| 12 | Nico Hülkenberg    | Sahara Force India F1 Team    | Force India VJM05 | Mercedes-Benz FO108Y | P     |
| 14 | Kamui Kobayashi    | Sauber F1 Team                | Sauber C31        | Ferrari 056          | P     |
| 15 | Sergio Pérez       | Sauber F1 Team                | Sauber C31        | Ferrari 056          | P     |
| 16 | Daniel Ricciardo   | Scuderia Toro Rosso           | Toro Rosso STR7   | Ferrari 056          | P     |
| 17 | Jean-Éric Vergne   | Scuderia Toro Rosso           | Toro Rosso STR7   | Ferrari 056          | P     |
| 18 | Pastor Maldonado   | Williams F1                   | Williams FW34     | Renault RS27-2012    | P     |
| 19 | Bruno Senna        | Williams F1                   | Williams FW34     | Renault RS27-2012    | P     |
| 20 | Heikki Kovalainen  | Caterham F1 Team              | Caterham CT01     | Renault RS27-2012    | P     |
| 21 | Witalij Pietrow    | Caterham F1 Team              | Caterham CT01     | Renault RS27-2012    | P     |
| 22 | Pedro de la Rosa   | HRT F1 Team                   | HRT F112          | Cosworth CA2012      | P     |
| 23 | Narain Karthikeyan | HRT F1 Team                   | HRT F112          | Cosworth CA2012      | P     |
| 23 | Ma Qinghua         | HRT F1 Team                   | HRT F112          | Cosworth CA2012      | P     |
| 24 | Timo Glock         | Marussia F1 Team              | Marussia MR-01    | Cosworth CA2012      | P     |
| 25 | Charles Pic        | Marussia F1 Team              | Marussia MR-01    | Cosworth CA2012      | P     |
| Nr | Kierowca           | Zespół                        | Samochód          | Silnik               | Opony |

## Wyniki

### Sesje treningowe
Źródło: Wyprzedź Mnie!
| Sesja | Nr | Kierowca         | Konstruktor      | Czas     | Okr. |
| ----- | -- | ---------------- | ---------------- | -------- | ---- |
| 1     | 1  | Sebastian Vettel | Red Bull-Renault | 1:38,125 | 30   |
| 2     | 1  | Sebastian Vettel | Red Bull-Renault | 1:37,718 | 17   |
| 3     | 1  | Sebastian Vettel | Red Bull-Renault | 1:36,490 | 18   |

### Kwalifikacje
Źródło: Wyprzedź Mnie!
| Poz. | Nr | Kierowca           | Konstruktor          | Q1       | Q2       | Q3       | Poz. s. |
| --- | --- | ------------------ | -------------------- | -------- | -------- | -------- | ------- |
| 1 | 1 | Sebastian Vettel   | Red Bull-Renault     | 1:36,558 | 1:35,796 | 1:35,657 | 1       |
| 2 | 4 | Lewis Hamilton     | McLaren-Mercedes     | 1:37,058 | 1:36,795 | 1:35,766 | 2       |
| 3 | 2 | Mark Webber        | Red Bull-Renault     | 1:37,215 | 1:36,298 | 1:36,174 | 3       |
| 4 | 10 | Romain Grosjean    | Lotus-Renault        | 1:37,486 | 1:36,906 | 1:36,587 | 8       |
| 5 | 9 | Kimi Räikkönen     | Lotus-Renault        | 1:38,051 | 1:37,404 | 1:36,708 | 4       |
| 6 | 7 | Michael Schumacher | Mercedes             | 1:37,927 | 1:37,102 | 1:36,794 | 5       |
| 7 | 6 | Felipe Massa       | Ferrari              | 1:37,667 | 1:36,549 | 1:36,937 | 11      |
| 8 | 12 | Nico Hülkenberg    | Force India-Mercedes | 1:37,756 | 1:37,066 | 1:37,141 | 6       |
| 9 | 5 | Fernando Alonso    | Ferrari              | 1:37,968 | 1:37,123 | 1:37,300 | 7       |
| 10 | 18 | Pastor Maldonado   | Williams-Renault     | 1:37,537 | 1:37,011 | 1:37,842 | 9       |
| 11 | 19 | Bruno Senna        | Williams-Renault     | 1:37,520 | 1:37,604 | –        | 10      |
| 12 | 3 | Jenson Button      | McLaren-Mercedes     | 1:37,565 | 1:37,616 | –        | 12      |
| 13 | 11 | Paul di Resta      | Force India-Mercedes | 1:38,104 | 1:37,665 | –        | 13      |
| 14 | 17 | Jean-Éric Vergne   | Toro Rosso-Ferrari   | 1:38,434 | 1:37,879 | –        | 14      |
| 15 | 15 | Sergio Pérez       | Sauber-Ferrari       | 1:38,500 | 1:38,206 | –        | 15      |
| 16 | 14 | Kamui Kobayashi    | Sauber-Ferrari       | 1:38,418 | 1:38,437 | –        | 16      |
| 17 | 8 | Nico Rosberg       | Mercedes             | 1:38,862 | 1:38,501 | –        | 17      |
| 18 | 16 | Daniel Ricciardo   | Toro Rosso-Ferrari   | 1:39,114 | –        | –        | 18      |
| 19 | 24 | Timo Glock         | Marussia-Cosworth    | 1:40,056 | –        | –        | 19      |
| 20 | 25 | Charles Pic        | Marussia-Cosworth    | 1:40,664 | –        | –        | 20      |
| 21 | 21 | Witalij Pietrow    | Caterham-Renault     | 1:40,809 | –        | –        | 21      |
| 22 | 20 | Heikki Kovalainen  | Caterham-Renault     | 1:41,166 | –        | –        | 22      |
| 23 | 22 | Pedro de la Rosa   | HRT-Cosworth         | 1:42,011 | –        | –        | 23      |
| 24 | 23 | Narain Karthikeyan | HRT-Cosworth         | 1:42,740 | –        | –        | 24      |
| Poz. | Nr | Kierowca           | Konstruktor          | Q1       | Q2       | Q3       | Poz. s. |
| \| Legenda \| Legenda \| \| ------------------------ \| ---------------------------------------------------------------------------------------------------------------------------------------------------------------------------------------------------------------------------------------------------------------- \| \| Poz. Nr Q1 Q2 Q3 Poz. s. \| Pozycja zajęta w sesji kwalifikacyjnej Numer startowy kierowcy Wynik uzyskany w pierwszej części kwalifikacji Wynik uzyskany w drugiej części kwalifikacji Wynik uzyskany w trzeciej części kwalifikacji Pozycja startowa po uwzględnięniu kar, przesunięć, itp. \| | |                    |                      |          |          |          |         |
| Legenda | |                    |                      |          |          |          |         |
| Poz. Nr Q1 Q2 Q3 Poz. s. | Pozycja zajęta w sesji kwalifikacyjnej Numer startowy kierowcy Wynik uzyskany w pierwszej części kwalifikacji Wynik uzyskany w drugiej części kwalifikacji Wynik uzyskany w trzeciej części kwalifikacji Pozycja startowa po uwzględnięniu kar, przesunięć, itp. |                    |                      |          |          |          |         |

### Wyścig
Źródło: Wyprzedź Mnie!
| P                 | + / –     | Nr | Kierowca           | Konstruktor          | Okr. | Czas / Strata    | Komentarz |
| ----------------- | --------- | -- | ------------------ | -------------------- | ---- | ---------------- | --------- |
| 1                 | 1         | 4  | Lewis Hamilton     | McLaren-Mercedes     | 56   | 1h35m55,269      |           |
| 2                 | 1         | 1  | Sebastian Vettel   | Red Bull-Renault     | 56   | +0:00,675        |           |
| 3                 | 4         | 5  | Fernando Alonso    | Ferrari              | 56   | +0:39,229        |           |
| 4                 | 7         | 6  | Felipe Massa       | Ferrari              | 56   | +0:46,013        |           |
| 5                 | 7         | 3  | Jenson Button      | McLaren-Mercedes     | 56   | +0:56,432        |           |
| 6                 | 2         | 9  | Kimi Räikkönen     | Lotus-Renault        | 56   | +1:04,425        |           |
| 7                 | 1         | 10 | Romain Grosjean    | Lotus-Renault        | 56   | +1:10,313        |           |
| 8                 | 2         | 12 | Nico Hülkenberg    | Force India-Mercedes | 56   | +1:13,792        |           |
| 9                 | Bez zmian | 18 | Pastor Maldonado   | Williams-Renault     | 56   | +1:14,525        |           |
| 10                | Bez zmian | 19 | Bruno Senna        | Williams-Renault     | 56   | +1:15,133        |           |
| 11                | 4         | 15 | Sergio Pérez       | Sauber-Ferrari       | 56   | +1:24,341        |           |
| 12                | 6         | 16 | Daniel Ricciardo   | Toro Rosso-Ferrari   | 56   | +1:24,871        |           |
| 13                | 4         | 8  | Nico Rosberg       | Mercedes             | 56   | +1:25,510        |           |
| 14                | 2         | 14 | Kamui Kobayashi    | Sauber-Ferrari       | 55   | +1 okr. (1 okr.) |           |
| 15                | 2         | 11 | Paul di Resta      | Force India-Mercedes | 55   | +1 okr. (09,700) |           |
| 16                | 11        | 7  | Michael Schumacher | Mercedes             | 55   | +1 okr. (01,188) |           |
| 17                | 4         | 21 | Witalij Pietrow    | Caterham-Renault     | 55   | +1 okr. (00,000) |           |
| 18                | 4         | 20 | Heikki Kovalainen  | Caterham-Renault     | 55   | +1 okr. (63,808) |           |
| 19                | Bez zmian | 24 | Timo Glock         | Marussia-Cosworth    | 55   | +1 okr. (01,018) |           |
| 20                | Bez zmian | 25 | Charles Pic        | Marussia-Cosworth    | 54   | +2 okr.          |           |
| 21                | 2         | 22 | Pedro de la Rosa   | HRT-Cosworth         | 54   | +2 okr.          |           |
| 22                | 2         | 23 | Narain Karthikeyan | HRT-Cosworth         | 54   | +2 okr. (11,879) |           |
| Niesklasyfikowani |           |    |                    |                      |      |                  |           |
|                   |           | 2  | Mark Webber        | Red Bull-Renault     | 16   | alternator       |           |
|                   |           | 17 | Jean-Éric Vergne   | Toro Rosso-Ferrari   | 14   | zawieszenie      |           |
| P                 | + / –     | Nr | Kierowca           | Konstruktor          | Okr. | Czas / Strata    | Komentarz |

### Najszybsze okrążenie
Źródło: Wyprzedź Mnie!
| Nr | Kierowca         | Konstruktor | Czas     | Okr. |
| -- | ---------------- | ----------- | -------- | ---- |
| 1  | Sebastian Vettel | Red Bull    | 1:39,347 | 56   |

## Prowadzenie w wyścigu
| Nr                              | Kierowca         | Okrążenia | Suma |
| ------------------------------- | ---------------- | --------- | ---- |
| 4                               | Lewis Hamilton   | 41-56     | 15   |
| 1                               | Sebastian Vettel | 1-41      | 41   |
| \| Wykres \| \| ------ \| \| \| |                  |           |      |
| Wykres                          |                  |           |      |
|                                 |                  |           |      |

## Klasyfikacja po wyścigu
Źródło: Wyprzedź Mnie!

### Kierowcy
| P  | +/− | Kierowca           | Starty | Punkty | P1 | P2 | P3 | PP | NO | NS |
| -- | --- | ------------------ | ------ | ------ | -- | -- | -- | -- | -- | -- |
| 1  | 0   | Sebastian Vettel   | 19     | 273    | 5  | 3  | 2  | 6  | 6  | 1  |
| 2  | 0   | Fernando Alonso    | 19     | 260    | 3  | 4  | 5  | 2  | –  | 2  |
| 3  | 0   | Kimi Räikkönen     | 19     | 206    | 1  | 3  | 3  | –  | 2  | –  |
| 4  | +1  | Lewis Hamilton     | 19     | 190    | 4  | –  | 3  | 6  | –  | 4  |
| 5  | −1  | Mark Webber        | 19     | 167    | 2  | 1  | 1  | 2  | 1  | 2  |
| 6  | 0   | Jenson Button      | 19     | 163    | 2  | 3  | –  | 1  | 2  | 2  |
| 7  | 0   | Felipe Massa       | 19     | 107    | –  | 1  | –  | –  | –  | 1  |
| 9  | +1  | Romain Grosjean    | 18     | 96     | –  | 1  | 2  | –  | 1  | 6  |
| 8  | −1  | Nico Rosberg       | 19     | 93     | 1  | 1  | –  | 1  | 2  | 3  |
| 10 | 0   | Sergio Pérez       | 19     | 66     | –  | 2  | 1  | –  | 1  | 5  |
| 11 | 0   | Kamui Kobayashi    | 19     | 58     | –  | –  | 1  | –  | 1  | 4  |
| 12 | 0   | Nico Hülkenberg    | 19     | 53     | –  | –  | –  | –  | 1  | 2  |
| 13 | 0   | Paul di Resta      | 19     | 46     | –  | –  | –  | –  | –  | 1  |
| 14 | 0   | Pastor Maldonado   | 19     | 45     | 1  | –  | –  | 1  | –  | 4  |
| 15 | 0   | Michael Schumacher | 19     | 43     | –  | –  | 1  | –  | 1  | 7  |
| 16 | 0   | Bruno Senna        | 19     | 31     | –  | –  | –  | –  | 1  | 1  |
| 17 | 0   | Jean-Éric Vergne   | 19     | 12     | –  | –  | –  | –  | –  | 4  |
| 18 | 0   | Daniel Ricciardo   | 19     | 10     | –  | –  | –  | –  | –  | 1  |
| 19 | 0   | Timo Glock         | 18     | 0      | –  | –  | –  | –  | –  | 1  |
| 20 | 0   | Heikki Kovalainen  | 19     | 0      | –  | –  | –  | –  | –  | 1  |
| 21 | 0   | Witalij Pietrow    | 18     | 0      | –  | –  | –  | –  | –  | 3  |
| 22 | 0   | Jérôme d’Ambrosio  | 1      | 0      | –  | –  | –  | –  | –  | –  |
| 23 | 0   | Charles Pic        | 19     | 0      | –  | –  | –  | –  | –  | 5  |
| 24 | 0   | Narain Karthikeyan | 18     | 0      | –  | –  | –  | –  | –  | 7  |
| 25 | 0   | Pedro de la Rosa   | 18     | 0      | –  | –  | –  | –  | –  | 4  |
| P  | +/− | Kierowca           | Starty | Punkty | P1 | P2 | P3 | PP | NO | NS |

### Konstruktorzy
| P  | +/− | Konstruktor          | Starty | Punkty | P1 | P2 | P3 | PP | NO | NS |
| -- | --- | -------------------- | ------ | ------ | -- | -- | -- | -- | -- | -- |
| 1  | 0   | Red Bull-Renault     | 38     | 440    | 7  | 4  | 3  | 8  | 7  | 3  |
| 2  | 0   | Ferrari              | 38     | 367    | 3  | 5  | 5  | 2  | –  | 3  |
| 3  | 0   | McLaren-Mercedes     | 38     | 353    | 6  | 3  | 3  | 7  | 2  | 6  |
| 4  | 0   | Lotus-Renault        | 38     | 302    | 1  | 4  | 5  | –  | 3  | 6  |
| 5  | 0   | Mercedes             | 38     | 136    | 1  | 1  | 1  | 1  | 3  | 10 |
| 6  | 0   | Sauber-Ferrari       | 38     | 124    | –  | 2  | 2  | –  | 2  | 8  |
| 7  | 0   | Force India-Mercedes | 38     | 99     | –  | –  | –  | –  | 1  | 3  |
| 8  | 0   | Williams-Renault     | 38     | 76     | 1  | –  | –  | 1  | 1  | 5  |
| 9  | 0   | Toro Rosso-Ferrari   | 38     | 22     | –  | –  | –  | –  | –  | 6  |
| 10 | 0   | Marussia-Cosworth    | 37     | 0      | –  | –  | –  | –  | –  | 6  |
| 11 | 0   | Caterham-Renault     | 37     | 0      | –  | –  | –  | –  | –  | 4  |
| 12 | 0   | HRT-Cosworth         | 36     | 0      | –  | –  | –  | –  | –  | 11 |
| P  | +/− | Konstruktor          | Starty | Punkty | P1 | P2 | P3 | PP | NO | NS |